# Slaven Bilić
Slaven Bilić (11 de setembre de 1968) és un exfutbolista croat de la dècada de 1990 i posteriorment entrenador de futbol.
Fou 44 cops internacional amb la selecció iugoslava amb la qual participà en el Mundial de 1998.
Pel que fa a clubs, defensà els colors de Hajduk Split, Karlsruher SC, West Ham United FC i Everton FC.
Posteriorment destacà com a entrenador, dirigint entre d'altres a Croàcia, Lokomotiv Moscou, Beşiktaş JK o West Ham United FC.

## Palmarès
Hajduk Split
- Copa iugoslava de futbol: 1990-91
- Lliga croata de futbol: 1992
- Copa croata de futbol: 1992-93, 1999-00

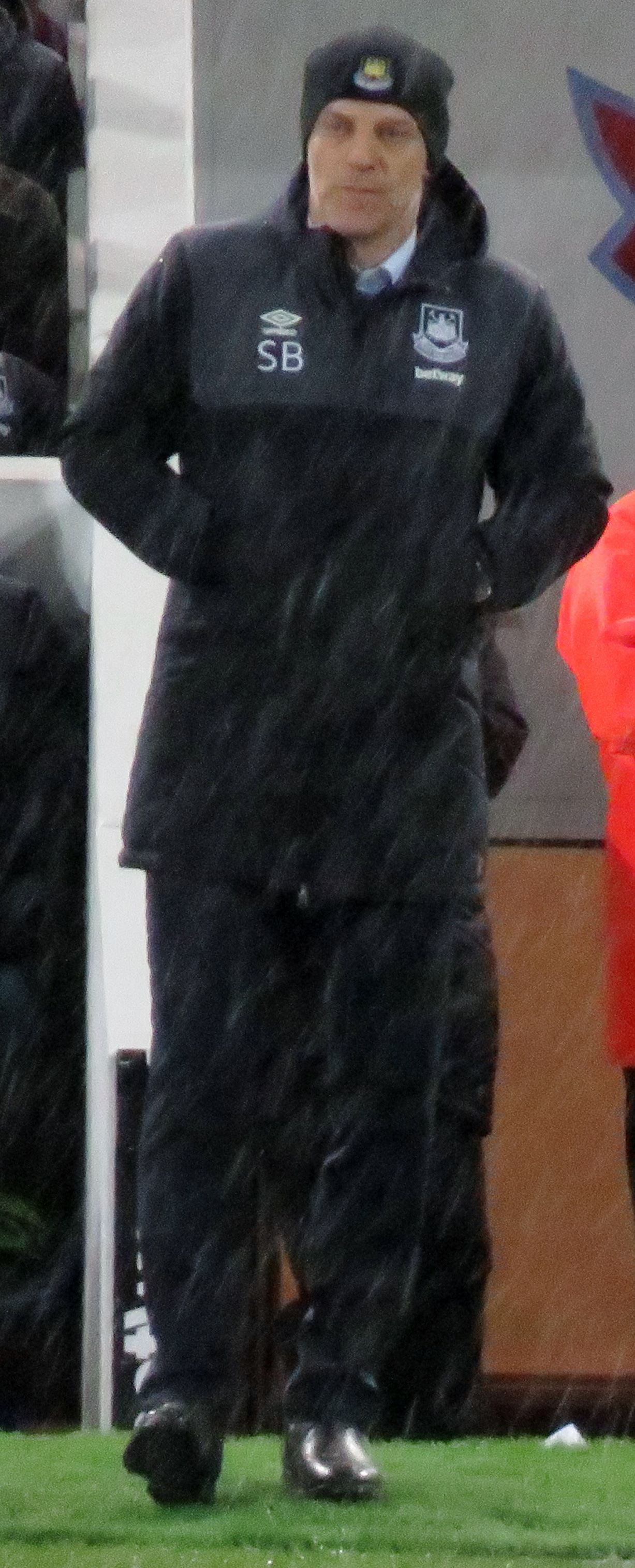
Bilić entrenant el West Ham United FC el 2016.

- Supercopa croata de futbol: 1992